# Hagit Yaso
Hagit Yaso (en hebreo:חגית יאסו; Sderot, 8 de octubre de 1989) es una cantante israel y vencedora de la novena edición de Kokhav Nolad, programa que se asemeja a una versión israelí de Pop Idol consiguiendo una beca de 240.000 shekels y un contrato con el músico Ivri Lider.
De origen Beta Israel, tiene cuatro hermanos y sus padres emigraron de Etiopía por Sudán. Con sus hermanas formó la banda "Sderot Youth" (צעירי שדרות), y más tarde participó en otra banda cuando hacía el servicio militar. Actualmente mantiene una relación sentimental con el actor Eliad Nachom.